# Травневе (Тернопільський район)
Травне́ве (до 1963 року — Заруддя) — село в Україні, у Збаразькій міській громаді Тернопільського району Тернопільської області. Розташоване на північному сході району. До 2020 підпорядковане Стриївській сільраді.
Населення — 449 осіб (2007).

## Історія
Поблизу села виявлено археологічні пам'ятки пізнього палеоліту.
Перша писемна згадка — 1523.
Діяли «Просвіта» та інші товариства.
У березні 1944 під час Проскурівсько-Чернівецької операції тут знаходився штаб  8-го гвардійського мехкорпусу (СРСР). 
12 червня 2020 року, відповідно до Розпорядження Кабінету Міністрів України від  № 724-р «Про визначення адміністративних центрів та затвердження територій територіальних громад Тернопільської області», село увійшло до складу Збаразької міської громади.
19 липня 2020 року, в результаті адміністративно-територіальної реформи та ліквідації Збаразького району, село увійшло до складу новоутвореного Тернопільського району.
22 червня 2023 року рішенням Національної комісії зі стандартів державної мови віднесено до списку населених пунктів, які «можуть не відповідати лексичним нормам української мови», зокрема стосуватися «російської імперської чи колоніальної політики». Громаді рекомендовано обґрунтувати доцільність збереження поточної назви або запропонувати нову назву в установленому законодавством порядку.

## Релігія
- церква Покрови Пресвятої Богородиці (1900, кам'яна, ПЦУ);
- церква Покрови Пресвятої Богородиці (УГКЦ);
- «фігура» святого Миколая.

## Соціальна сфера
Працюють ЗОШ 1-2 ступ., клуб, бібліотека, ФАП, торговельний заклад.

## Відомі люди

### Народилися
- Михайло Бенч (1949) - український фотохудожник, член НСФХУ
- Войтович Назар Юрійович — учасник Майдану, загинув 20 лютого 2014.

## Галерея

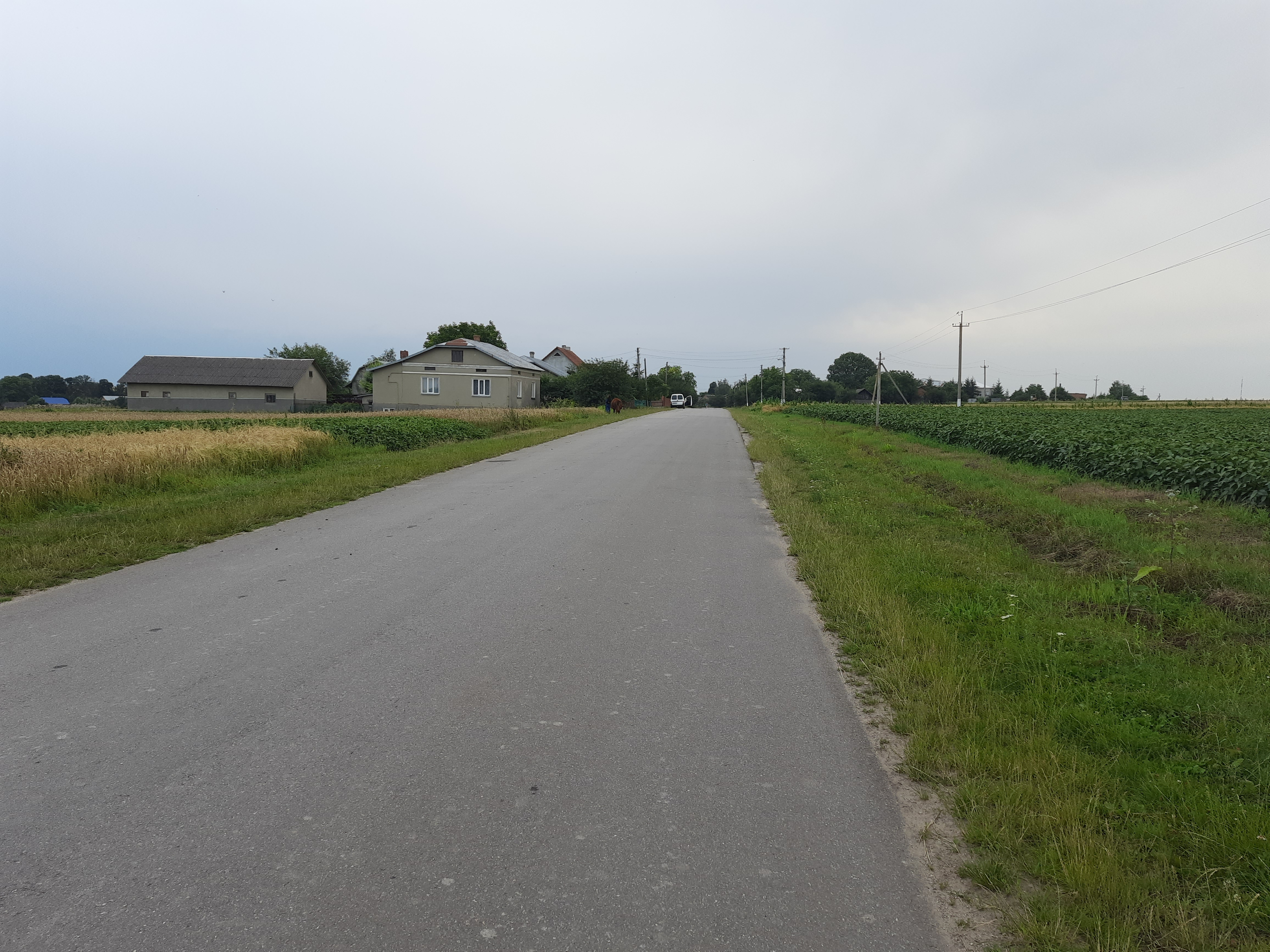
Дорога в село
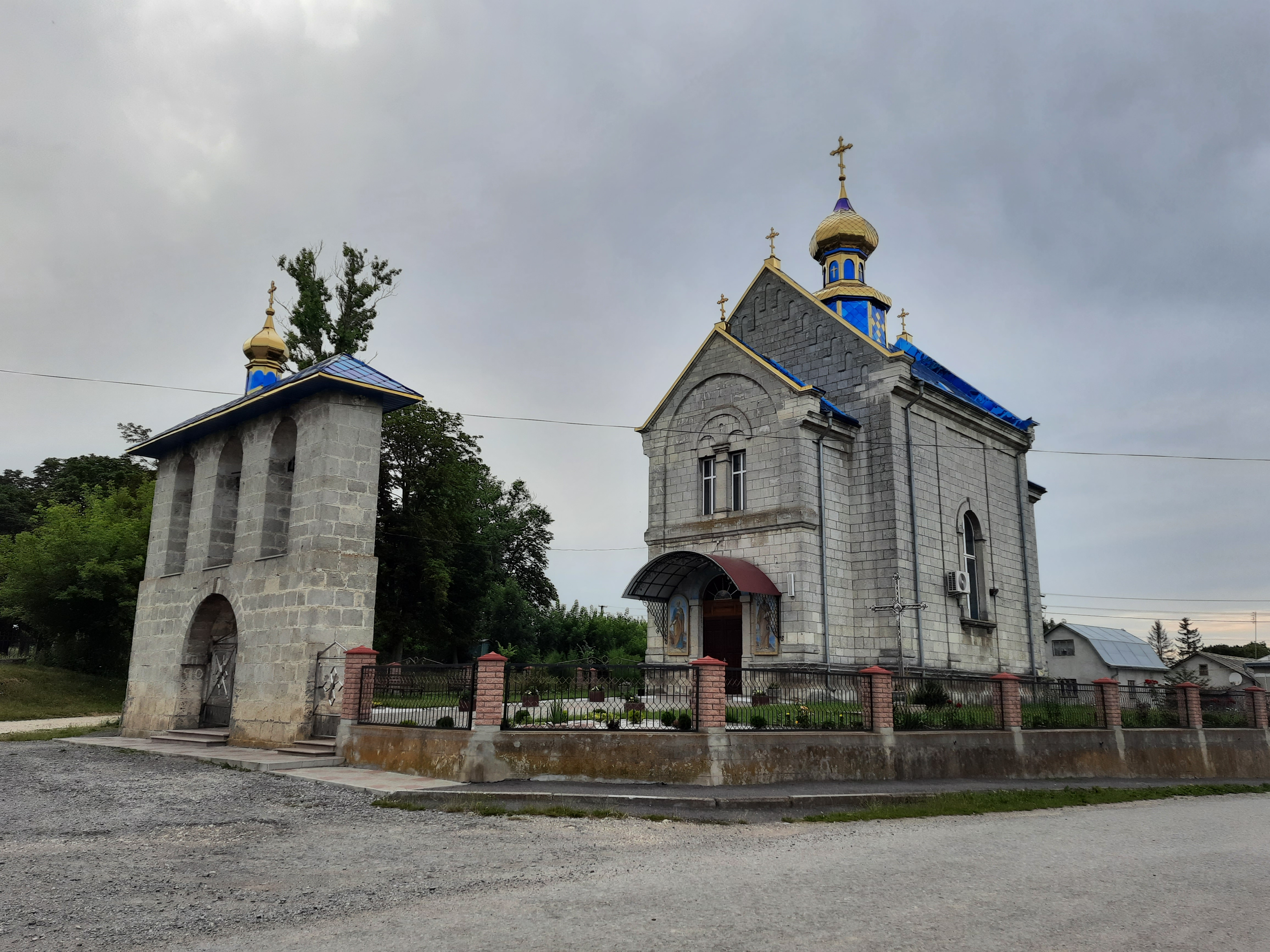
Церква Покрови Пресвятої Богородиці ( ПЦУ)
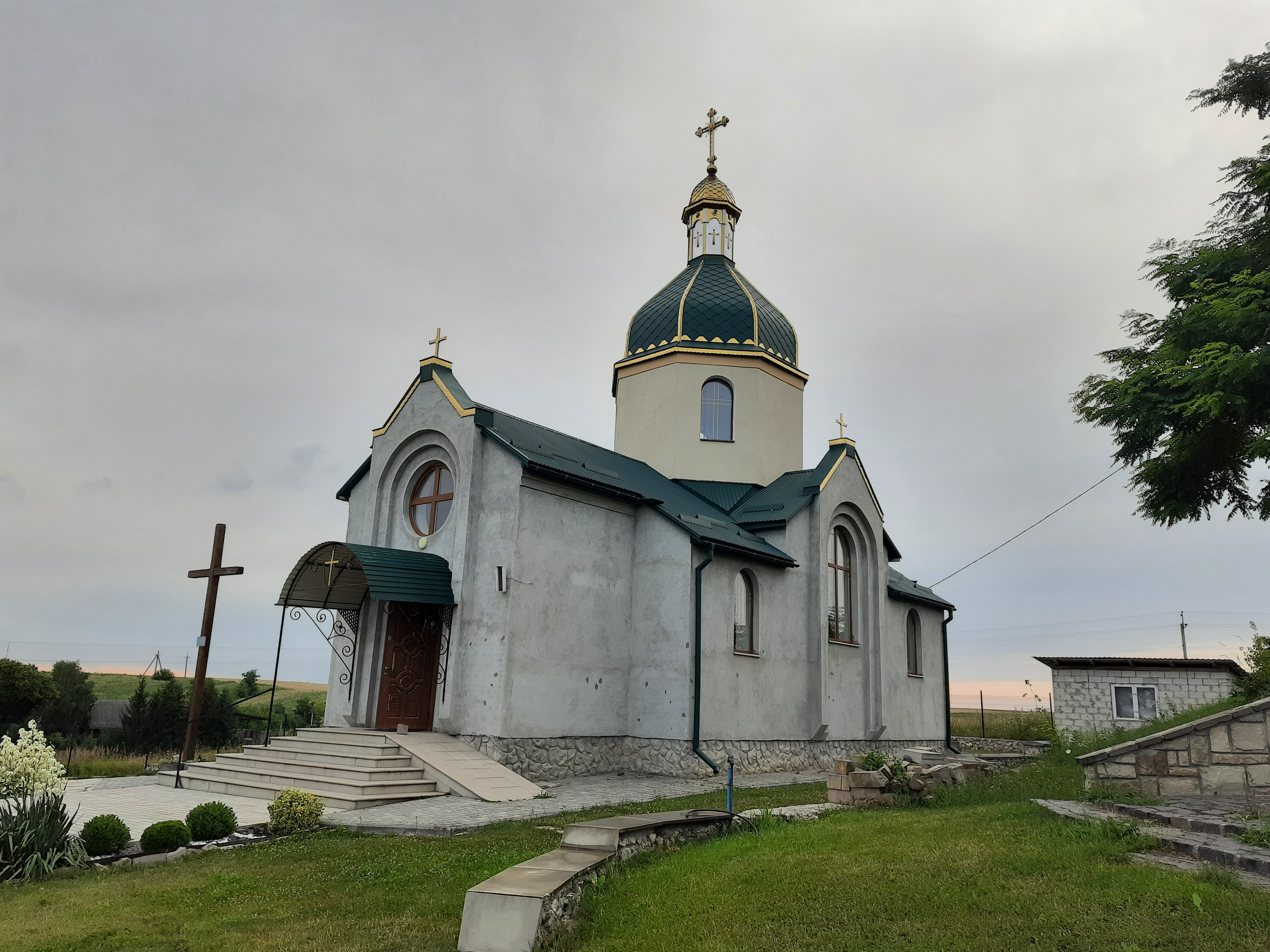
Церква Покрови Пресвятої Богородиці ( УГКЦ)
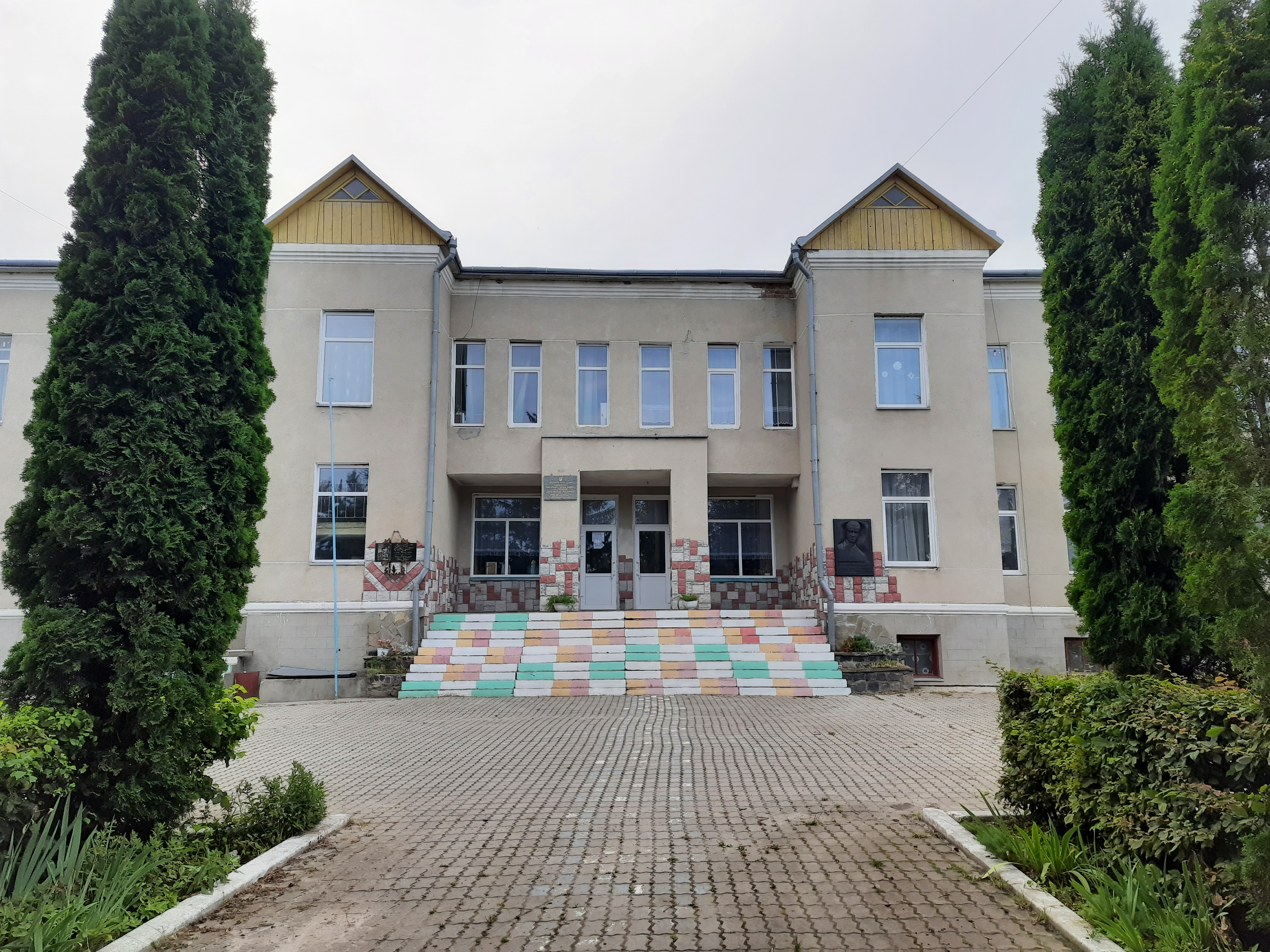
Школа
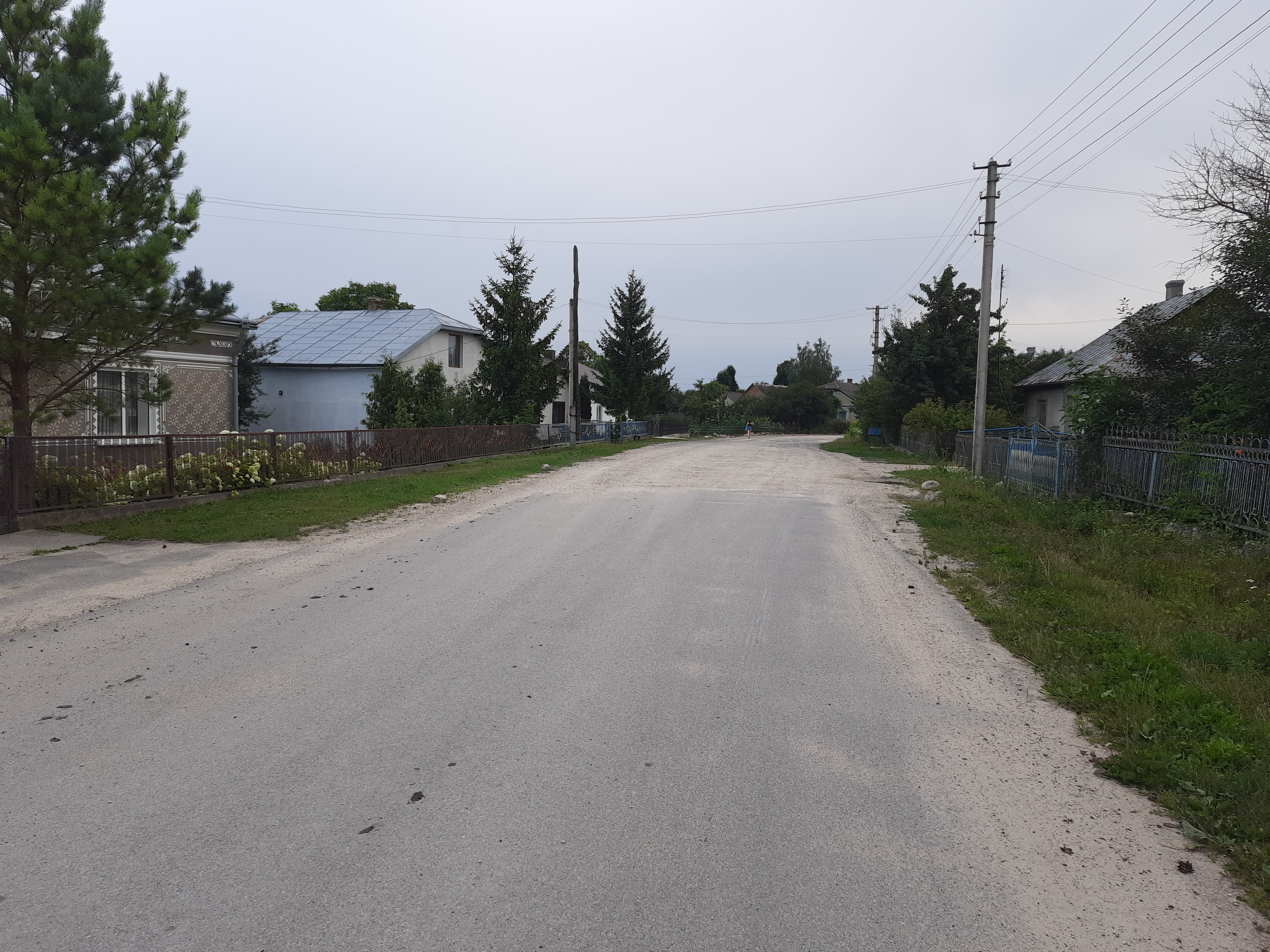
Сільська вулиця